# Wilfried Nippel
Wilfried Nippel (* 31. Januar 1950 in Wuppertal) ist ein deutscher Althistoriker. Er gilt als einer der führenden Kenner der Wissenschaftsgeschichte der Althistorie.

## Leben und Wirken
Wilfried Nippel studierte von 1968 bis 1973 Geschichte und Germanistik an der Universität zu Köln und an der Universität Marburg. Von 1973 bis 1983 war er wissenschaftlicher Mitarbeiter an den Universitäten in Köln, Basel, Bochum und München. In Bochum wurde er 1978 mit einer Arbeit zum Thema Mischverfassungstheorie und Verfassungsrealität in Antike und früher Neuzeit promoviert. 1980/81 forschte Nippel am Deutschen Historischen Institut London, 1981/82 war er Visiting Scholar am Darwin College in Cambridge.
Im Jahr 1983 habilitierte er sich an der Universität München mit einer Studie über die Römische Republik bei Christian Meier für Alte Geschichte; noch im selben Jahr wurde er auf eine Professur an der Universität Bielefeld berufen. Fortan wandte sich Nippel zunehmend der Wissenschaftsgeschichte zu. Von 1992 bis 2015 war er Professor für Alte Geschichte an der Humboldt-Universität zu Berlin. Seine Berliner Antrittsvorlesung hielt er über Max Weber und die Alte Geschichte seiner Zeit. Seit 2015 ist er Seniorprofessor an der Humboldt-Universität zu Berlin.
Nippel ist seit 1997 ordentliches Mitglied und stellvertretender „Sekretar“ der geisteswissenschaftlichen Klasse der Berlin-Brandenburgischen Akademie der Wissenschaften. 1988/89 war er Fellow des Wissenschaftskollegs zu Berlin. Im Wintersemester 2008/09 und dem Sommersemester 2009 war er als Gastwissenschaftler am Swedish Collegium for Advanced Study in Uppsala und wurde in dieser Zeit durch Elke Hartmann vertreten. Von Oktober 2011 bis Oktober 2012 war er Fellow am Max-Weber-Kolleg der Universität Erfurt. 2013 erhielt Nippel den an der Universität Frankfurt erstmals verliehenen Karl-Christ-Preis.
Nippel forscht vorwiegend zur historischen Anthropologie, Fach- und Wissenschaftsgeschichte, Antikenrezeption und vergleichenden Verfassungsgeschichte. Er ist Vorsitzender des Clio-online – Historisches Fachinformationssystem e. V. Er ist Mitherausgeber der Neuen Fischer Weltgeschichte und legte 2008 zur Wiederkehr des 200. Geburtstags die erste umfassende Darstellung zu Leben und Werk Johann Gustav Droysens vor. 2018 veröffentlichte er eine Kurzbiographie von Karl Marx.

## Schriften (Auswahl)
Monographien
- Mischverfassungstheorie und Verfassungsrealität in Antike und früher Neuzeit (= Geschichte und Gesellschaft. Bd. 21). Klett-Cotta, Stuttgart 1980, ISBN 3-12-913160-4 (Zugleich: Bochum, Universität, Dissertation, 1978).
- Aufruhr und „Polizei“ in der römischen Republik. Klett-Cotta, Stuttgart 1988, ISBN 3-608-91434-X (Zugleich: München, Universität, Habilitations-Schrift, 1983).
- Griechen, Barbaren und „Wilde“. Alte Geschichte und Sozialanthropologie (= Fischer. Bd. 4429: Geschichte). Fischer-Taschenbuch-Verlag, Frankfurt am Main 1990, ISBN 3-596-24429-3.
- Public Order in Ancient Rome (= Key Themes in Ancient History). Cambridge University Press, Cambridge u. a. 1995, ISBN 0-521-38327-7.
- Johann Gustav Droysen. Ein Leben zwischen Wissenschaft und Politik. C. H. Beck, München 2008, ISBN 978-3-406-56937-1.
- Antike oder moderne Freiheit? Die Begründung der Demokratie in Athen und in der Neuzeit (= Fischer. Bd. 60104: Europäische Geschichte). Fischer-Taschenbuch-Verlag, Frankfurt am Main 2008, ISBN 978-3-596-60104-2 (In französischer Sprache: Liberté antique, liberté moderne. Les fondements de la démocratie de l’Antiquité à nos jours. Traduit par Olivier Mannoni. Editions de la Maison des Sciences de l’Homme u. a., Paris u. a. 2010, ISBN 978-2-7351-1387-3).
- Klio dichtet nicht. Studien zur Wissenschaftsgeschichte der Althistorie (= Campus historische Studien. Bd. 69). Campus-Verlag, Frankfurt am Main u. a. 2013, ISBN 978-3-593-39954-6.
- Fußnoten, Zitate, Plagiate. Wissenschaftsgeschichtliche Streifzüge (= Karl-Christ-Preis für Alte Geschichte. Bd. 1). Verlag Antike, Heidelberg 2014, ISBN 978-3-938032-79-4.
- Karl Marx. C. H. Beck, München 2018, ISBN 978-3-406-71418-4.

Herausgeberschaften
- Über das Studium der Alten Geschichte (= dtv. Bd. 4583: dtv-Wissenschaft). Deutscher Taschenbuch-Verlag, München 1993, ISBN 3-423-04583-3.
- Virtuosen der Macht. Herrschaft und Charisma von Perikles bis Mao. C. H. Beck, München 2000, ISBN 3-406-46045-3.
- mit Bernd Seidensticker: Theodor Mommsens langer Schatten. Das Römische Staatsrecht als bleibende Herausforderung für die Forschung (= Spudasmata. Bd. 107). Olms, Hildesheim u. a. 2005, ISBN 3-487-13086-6.